# Kopytówka
Kopytówka – wieś w Polsce położona w województwie małopolskim, w powiecie wadowickim, w gminie Brzeźnica.
Wieś królewska, położona w drugiej połowie XVI wieku w powiecie szczyrzyckim województwa krakowskiego, należała do klucza czernichowskiego wielkorządów krakowskich. W latach 1975–1998 miejscowość położona była w województwie bielskim.
Położona na Pogórzu Wielickim na wysokości 250–270 m n.p.m., przy drodze Kalwaria Zebrzydowska – Brzeźnica.

## Części wsi
| SIMC    | Nazwa         | Rodzaj    |
| ------- | ------------- | --------- |
| 0047527 | Na Dole       | część wsi |
| 0047556 | Podlesie      | część wsi |
| 0047562 | Przy Gościńcu | część wsi |

## Historia
- Pierwsze udokumentowane wzmianki z 1389 r.
- Założona w XIV w.(przez Radwanitów)
- W XVI i XVII w. w posiadaniu Paszkowskich.

### Zabytki
Obiekty wpisane do rejestru zabytków nieruchomych województwa małopolskiego:
- zespół pałacowo-folwarczny.